# Lugolův roztok

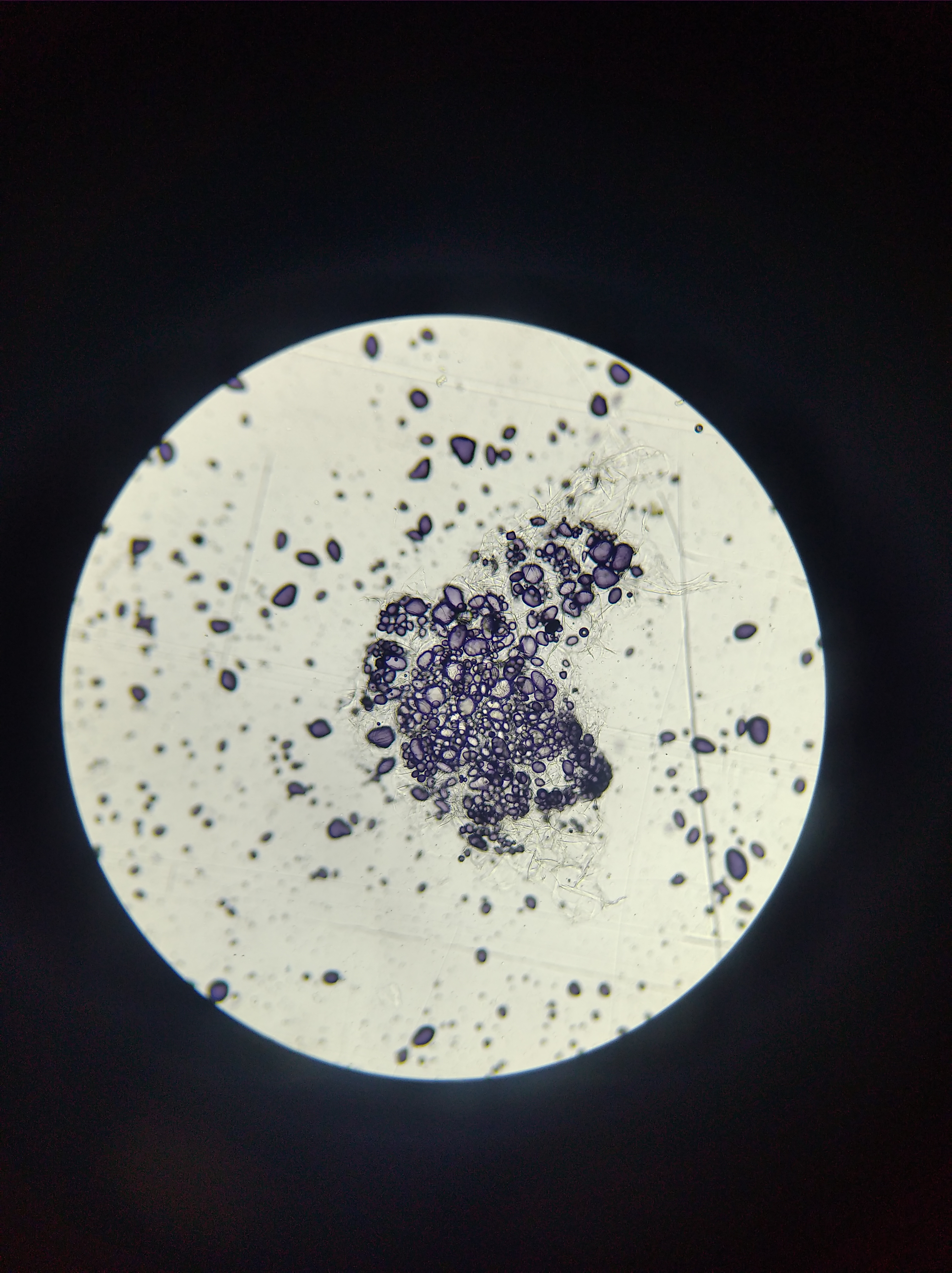
škrobová zrna z bramborové hlízy fialově obarvena lugolovým roztokem

Lugolův roztok (též Lugolovo činidlo) je roztok elementárního jódu a jodidu draselného ve vodě. Je nazván podle francouzského lékaře J. G. A. Lugola, který tento roztok v roce 1829 připravil. Lugolův roztok se používá jako antiseptikum a dezinficiens, pro nouzovou dezinfekci pitné vody a jako reagencium pro detekci škrobu v rutinních laboratorních a lékařských testech.
Ojediněle se používá také pro doplňování deficitu jódu. Pro tyto účely je však vhodnější čistý jodid draselný, bez přísady toxičtějšího elementárního jódu.

## Recept a výroba
Lugolův roztok se skládá z 5 g jódu (I2) a 10 g jodidu draselného (KI) smíšených s 85 ml destilované vody. Vzniká hnědý roztok s celkovým obsahem jódu 130 mg/ml. Český lékopis uvádí 10 g jódu, 25 g jodidu draselného a 965 g vody. Jodid draselný umožňuje rozpuštění jódu ve vodě tím, že vznikají ionty I3−. Nelze to zaměňovat s jednoduchými roztoky jodové tinktury, která vzniká rozpuštěním jódu v ethanolu. Lugolův roztok neobsahuje žádný alkohol.
Další názvy pro Lugolův roztok jsou IKI (angl. Iodine-Potassium Iodide), JJK (jod-jod-kalium), Markodine, Solutio Lugoli, Solutio iodi aquosa, Iodii solutio aquosa.

## Použití
- Tento roztok lze použít jako indikátor v testech na přítomnost škrobů v organických vzorcích, které reagují s tmavě modrým až černým zabarvením. Roztoky elementárního jódu, jako je ten Lugolův, barví škroby díky interakci jódu s vinutou strukturou polysacharidů. Lugolův roztok nedokáže detekovat jednoduché cukry, například glukózu nebo fruktózu. U patologické amyloidózy může být uloženo tak velké množství amyloidů, že se příslušné orgány také výrazně zbarví Lugolovou reakcí na škrob. Využívá se např. i v pivovarnictví, při kontrole zcukření. V průběhu rmutování se obsah škrobu snižuje a jodová zkouška mění svou barvu z černé přes fialovou, hnědou, až v podstatě přestane barevně reagovat, což značí dokončené zcukření škrobu.

- Lugolův roztok lze použít k barvení buněk, aby bylo jejich jádro lépe viditelné, a také pro uchovávání preparátů fytoplanktonu.

- Při kolposkopii lze Lugolův roztok aplikovat do vaginy a na děložní hrdlo. Normální vaginální tkáň se barví hnědě vzhledem k vysokému obsahu škrobů, kdežto tkáň podezřelá z nádorových změn se nezbarví, a proto se oproti okolní tkáni jeví světlá. Lze pak provést biopsii podezřelé tkáně. Metodě se říká Schillerův test.

- Lugolův roztok lze také použít při různých experimentech k pozorování, jak na buněčných membránách probíhá osmóza a difúze.

- Roztok je také oxidačním antiseptikem, je však nevhodný v tom, že může způsobovat jizvy nebo dočasně odbarvit kůži. Jedním ze způsobů, jak těmto účinkům předejít, je opláchnout později roztok 70% ethanolem.

- Lugolův roztok se používá i pro mořská akvária. Je silným zdrojem volného jódu a jodidu pro skalní vegetaci a makroskopické řasy. Přestože je roztok účinný při použití s kamennými korály, pro systémy obsahující korály rodu Xenia a měkké korály je zvláště výhodný. Použit jako lázeň pro kamenné, měkké nebo kožnaté korály pomáhá zbavovat se nechtěných parazitů a patogenních bakterií. Podporuje zbarvování, předchází bělení korálů způsobovanému změnami intenzity světla a napomáhá růstu korálů. Modré barvy Acropora spp. lze zesílit použitím jodidu draselného.

- Lugolův roztok lze použít i k léčbě hyperthyroidismu (zbytnění štítné žlázy)[3].

- Lugolův roztok se také využívá ve fotografii k lokálnímu bělení pozitivů.